# Aníbal Torres
Aníbal Torres Vásquez (født 28. december 1942) er en peruviansk advokat, jurist og politiker som har været premierminister siden 8. februar 2022. Han var justits- og menneskerettighedsminister fra juli 2021 til februar 2022 i Pedro Castillos regering.

## Karriere
Torres blev født i Chota i Cajamarca-regionen. Han var advokat og universitetsprofessor ved Universidad Nacional Mayor de San Marcos i Lima. Han blev jurist i 1970 og doktor i jura og statskundskab fra samme universitet i 1987. Han studerede civil- og handelsret ved Universitá Degli Studi di Roma (1970-1971).
Han var direktør og dekan for Lima Advokatforening, dekan for Universidad Nacional Mayor de San Marcos, formand for bestyrelsen for dekaner for de peruvianske advokatforeninger, æresformand for Det Peruvianske Juridiske Akademi, medlem af Den Patriotiske Kommission for Forsvaret af Mar de Grau, Peru-instituttet for luftret, Peru-akademiet for luftfartshistorie, æresmedlem af advokatsammenslutningerne i Loreto, Puno, Cusco, Cajamarca og Apurímac. Han er forfatter til forskellige publikationer om civilret og forvaltningsret.

## Politisk karriere

### Parlamentsvalget 2011
Ved parlamentsvalget i 2011 stillede Torres op i Lima til Perus parlament for den venstreorienterede valgalliance Gana Perú (Peru Vinder), men blev ikke valgt.

### Præsidentvalget 2021
Torres støttede Acción Populars kandidat Yonhy Lescano ved første runde af præsidentkandidat i 2021.
Op til anden runde af valget blev Torres juridisk rådgiver for Pedro Castillo som endte med at vinde valget.

### Minister for justits- og menneskerettigheder
30. juli 2021 blev Torres udnævnt til justits- og menneskerettighedsminister af Pedro Castillo ved starten af hans præsidentperiode.

### Perus premierminister
8. februar 2022 blev Torres taget i ed som Perus premierminister og efterfulgte Héctor Valer som trak sig efter kun 1 uge på posten. Han blev den fjerde regeringschef på mindre end et år i Castillos præsidenttid.